# Кайдадзи, Ольга
Ольга Кайдадзи (греч. Όλγα Καϊδατζή; род. 18 июля 1979, Афины) — греческая легкоатлетка, специалистка по бегу на короткие дистанции. Выступала на профессиональном уровне в 1998—2010 годах, обладательница бронзовой медали Средиземноморских игр, чемпионка Балкан, многократная чемпионка Греции, действующая рекордсменка страны в эстафете 4×400 метров, участница летних Олимпийских игр в Афинах.

## Биография
Ольга Кайдадзи родилась 18 июля 1979 года в Афинах, Греция. Занималась лёгкой атлетикой в городе Керацини, проходила подготовку в местном клубе «Керациниу».
Первых серьёзных успехов на международном уровне добилась в сезоне 1998 года, когда в беге на 200 метров одержала победу на юниорских Балканских играх в Стамбуле и дошла до полуфинала на юниорском мировом первенстве в Анси.
В 2001 году выиграла зимний и летний чемпионаты Греции в дисциплине 200 метров. На молодёжном европейском первенстве в Амстердаме заняла пятое место в беге на 200 метров и в эстафете 4×100 метров. В тех же дисциплинах была четвёртой и третьей на Средиземноморских играх в Тунисе. На чемпионате мира в Эдмонтоне заняла шестое место в эстафете 4×100 метров.
В 2002 году бежала 200 метров и эстафету 4×100 метров на чемпионате Европы в Мюнхене.
В 2003 году в 200-метровом беге финишировала шестой на Кубке Европы во Флоренции, превзошла всех соперниц на чемпионате Балкан в Фивах.
В 2004 году на Кубке Европы в Быдгоще стала шестой в дисциплине 200 метров и вместе с соотечественницами показала третий результат в эстафете 4×400 метров, установив при этом ныне действующий национальный рекорд — 3.26,33. Благодаря череде успешных выступлений удостоилась права защищать честь страны на домашних летних Олимпийских играх в Афинах, где в программе 200 метров дошла до стадии полуфиналов.
Завершила спортивную карьеру по окончании сезона 2010 года.